# روتوندي
روتوندي هي بلدة وكومونا تقع في مقاطعة أفيلينو، كامبانيا جنوب إيطاليا.